# Heinrich von Rosenberg (General)

Heinrich von Rosenberg

Heinrich Gottschalk Wilhelm von Rosenberg (* 1. Juni 1833 in Puditsch; † 19. April 1900 in Rathenow) war ein preußischer General der Kavallerie und ein erfolgreicher Amateur-Rennreiter. Er gilt als „Vater des deutschen Offizier-Reitsports“ und Begründer des Hannoverschen Rennvereins.

## Leben
Er stammte aus der schlesischen briefadeligen Familie von Rosenberg, Linie Rosarius von Rosenberg, welche 1555 ersterwähnt ist und 1648 in Prag den Böhmischen Adel erhält, für Johannes Rosarius, Gutsbesitzer in Gunschwitz. Seine Großeltern waren der Landesälteste und Gutsbesitzer Heinrich Gottfried Wilhelm Rosarius von Rosenberg auf Puditsch und Henriette Charlotte Theodore Ernestine von Burgsdorff, die Eltern der Rittmeister Wilhelm von Rosenberg (* 3. Mai 1795 in Puditsch; † 10. April 1844 ebenda) und Charlotte Luise von Strbensky (* 13. Februar 1801 in Goldmannsdorf; † 28. Oktober 1886 in Metz).
Der in Preußen geborene Rosenberg hatte bereits als junger Offizier die Querfeldein-Rennen begründet, „aus denen sich später der Offiziers-Hindernis-Rennsport entwickelte“. Überliefert ist von Rosenbergs Ausspruch:

„Erst im Gelände beginnen die Übungen, die uns zum Kavalleristen machen.“

Nach der Annexion des Königreichs Hannover durch Preußen wurde Rosenberg am 30. Oktober 1866 unter Beförderung zum Rittmeister und Ernennung zum Eskadronchef vom Leib-Kürassier-Regiment Nr. 1 in das 1. Ulanen-Regiment Nr. 13 nach Hannover versetzt. Rasch erkannte Rosenberg, welchen Nutzen „eine Verquickung der Reitjagd mit dem Bahnreiten“ für das Militärreitinstitut Hannover (M.R.I.) haben würde und gründete noch im selben Jahr den „Reit-Jagd-Verein“.

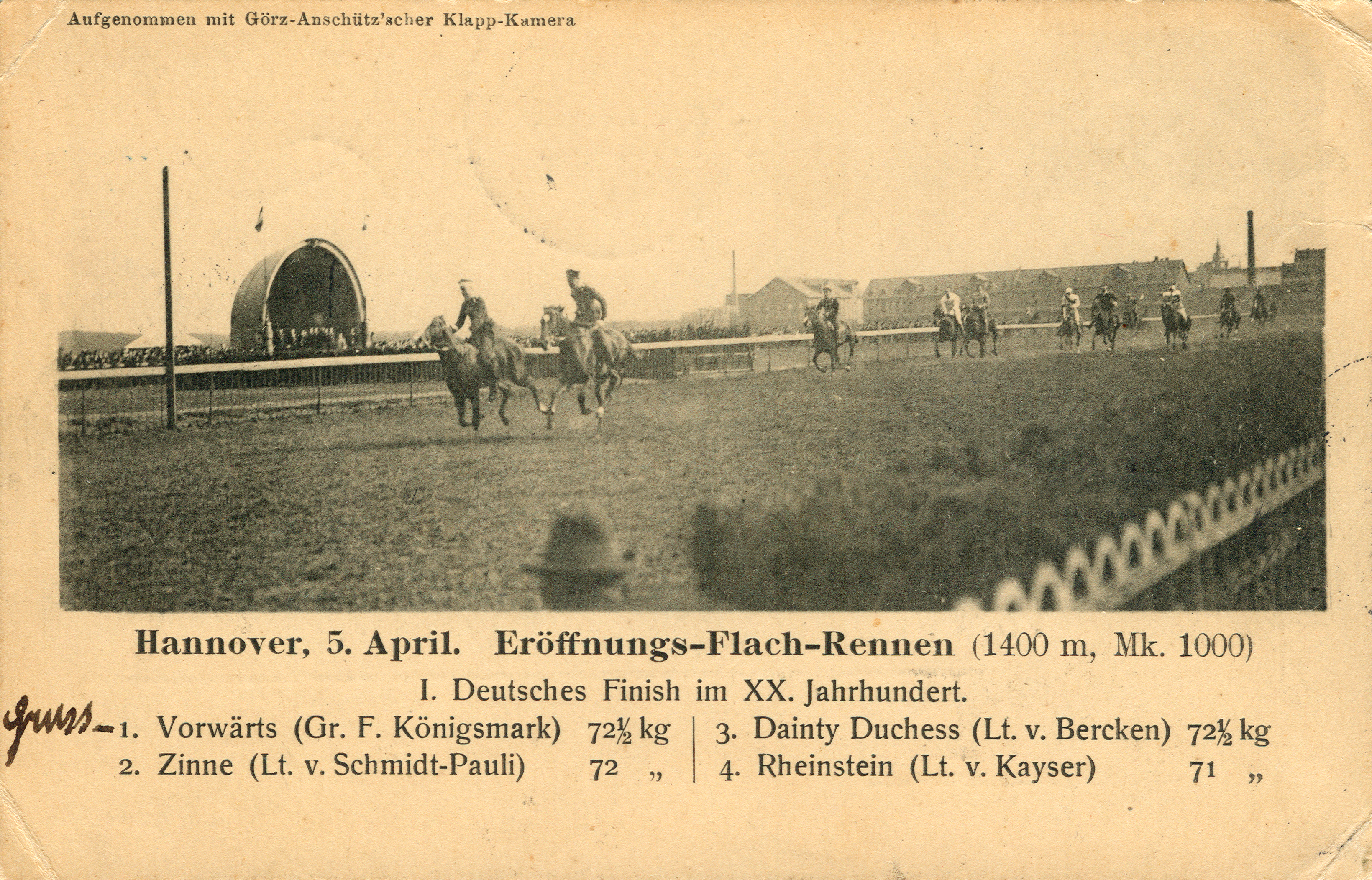
1. Deutsches Finish im 20. Jahrhundert auf der Rennbahn auf der Kleinen Bult, 5. April 1900

Schon im Folgejahr 1867 verfasste Rosenberg, gemeinsam mit seinem Premierleutnant bei den Königsulanen, Adalbert Perrinet von Thauvenay, sowie mit dem Rittmeister Dedo von Krosigk (seinerzeit aber schon Reitlehrer am M.R.I.), einen Aufruf an alle Offiziere und Herrenreiter, sie mögen dem Reit-Jagdverein beitreten. Der starke Zulauf im Jahr 1867 führte schließlich zur Gründung des Hannoverschen Rennvereins, damals noch unter dem Namen „Verein zur Förderung der Hannoverschen Landes-Pferdezucht“. Noch im selben Jahr ritt Rosenberg mit der von ihm geschaffenen Meute die erste Jagd des Vereins.
Mit seinem Regiment nahm Rosenberg 1870/71 als Major am Krieg gegen Frankreich teil und erhielt für seine Leistungen beide Klassen des Eisernen Kreuzes. Nach Kriegsende stieg er dort zum etatmäßigen Stabsoffizier auf. Am 24. September 1875 wurde er mit der Führung des Brandenburgischen Husaren-Regiments Nr. 3 in Rathenow beauftragt; er folgte Oberst Egmont von Rauch, ebenfalls eine prägende Figur im Galopprennsport, den im Monat zuvor ein tödlicher Schlaganfall beim Exerzieren mit dem Regiment ereilt hatte. Rosenberg kommandierte das Regiment der traditionsreichen Zieten-Husaren bis 1883. Am 17. Oktober 1883 folgte seine Ernennung zum Kommandeur der 30. Kavallerie-Brigade in Metz. Dort nannten ihn die Soldaten „Vater Rosenberg“, wie Franz Rehbein in seiner Autobiografie erwähnt, der ihn in seiner Dienstzeit beim Dragoner-Regiment Nr. 13 in Metz als Brigadekommandeur erlebte und von Rosenberg für seine gute Reitleistung gelobt wurde. Ab 15. Oktober 1888 war Rosenberg Kommandeur der Kavalleriedivision des I. Armee-Korps in Königsberg und vom 24. März 1890 bis 15. März 1895 Inspekteur der 2. Kavallerie-Inspektion in Berlin. Anschließend wurde er in Genehmigung seines Abschiedsgesuches unter Belassung seiner Stellung à la suite des Husaren-Regiments „von Zieten“ (Brandenburgisches) Nr. 3 mit der gesetzlichen Pension zur Disposition gestellt.
Heinrich von Rosenberg erwarb sich große Verdienste „um die Entwicklung des hannoverschen Militär-Reitinstituts“ und galt bald als „Vater des deutschen Offizier-Reitsports.“ Er war Ehrenmitglied des Union-Klubs, der Dachorganisation für die Galopprennen in Deutschland.
Der Amateur-Rennreiter gewann 184 von 584 selbst gerittenen Rennen, in den Jahren 1873 und 1874 sogar zweimal den Titel als Champion.

## Familie
Rosenberg hatte 1859 im schlesischen Gimmel, Kreis Oels, Johanna von der Marwitz geheiratet (* 8. März 1839 in Wardin b. Arnswalde; † 3. Dezember 1916 in Großdorf b. Unruhstadt). Sie hatten vier Töchter, Martha, Ella, Therese und Johanna, alle vier heirateten adelige Offiziere, Emmo von Sydow, Bernhard von Sydow, Robert Freiherr von Kap-herr sowie Friedrich Wilhelm von Brandenstein. Johanna und Heinrich von Rosenberg hatten zwei Söhne, der ältere Sohn Wilhelm von Rosenberg (* 25. August 1870 in Bernsdorf; † 20. Januar 1934 Schloss Neudorf) wurde Major a. D., seine Familie lebte auf Schloss Neudorf, Kreis Meseritz. Der jüngere Sohn war der spätere deutsche Vizeadmiral Hugo von Rosenberg (* 1875; † 1944), er wohnte mit der Ehefrau Margarete von Enckevort, geschiedene Gräfin Douglas-Ralswiek, ehem. Schwiegertochter des Hugo Sholto Oskar Georg von Douglas, am Berliner Kurfürstendamm. Rosenbergs Bruder Hugo von Rosenberg (* 22. Juni 1835 in Puditsch; † 17. Februar 1895 in Militsch) war Generalleutnant z. D.

## Ehrungen

Rosenberg-Denkmal, enthüllt am 20. April 1902 am Welfengarten
Ansichtskarte Nr. 366 von F. Astholz jun.

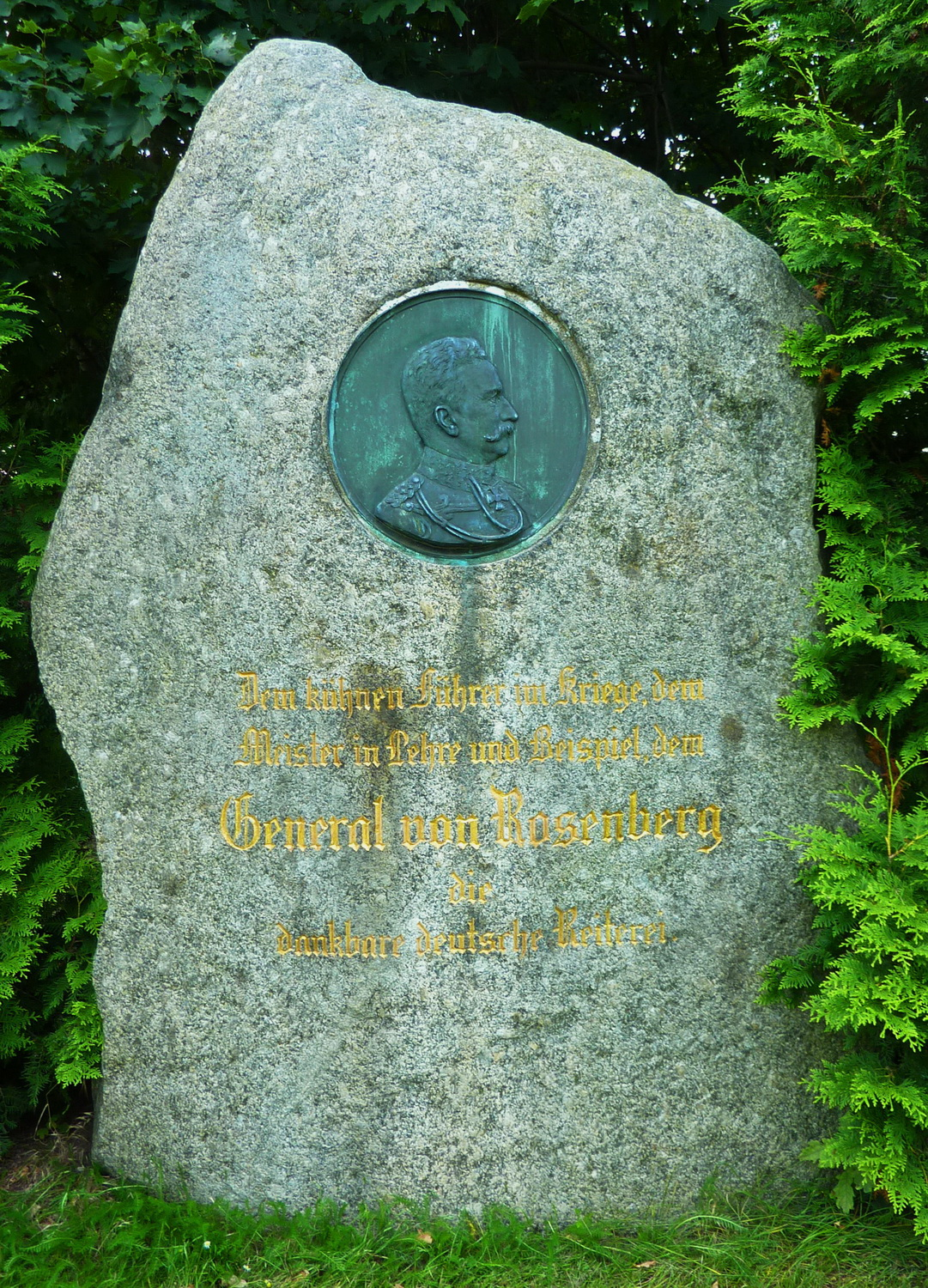
Denkmal für Rosenberg auf dem Gelände der Pferderennbahn Neue Bult

- Das Rosenbergdenkmal mit einem Porträt-Medaillon von Rosenbergs auf einem Granitfindling wurde am 20. April 1902 feierlich enthüllt.[9] zunächst im Welfengarten an der (heutigen) Wilhelm-Busch-Straße[3] nahe dem Marstall beim Welfenschloss.[10] Zu den Geladenen zählten neben „seiner Majestät“, der Kaiser Wilhelm, etwa Stadtdirektor Heinrich Tramm.[11]
- Der 1933 in Vahrenwald angelegte Rosenbergplatz ehrt den General der Kavallerie durch seine Namensgebung[2]
- Ende der 1980er Jahre wurde das Heinrich-von-Rosenberg-Denkmal versetzt von der Wilhelm-Busch-Straße in Hannover[3] an die Pferderennbahn Neue Bult[12][Anm. 1]

## Genealogie
- Gothaisches Genealogisches Taschenbuch der Briefadeligen Häuser. 1909. 3. Jahrgang, Justus Perthes, Gotha Oktober 1908, S. 644.
- Gothaisches Genealogisches Taschenbuch der Adeligen Häuser. Zugleich Adelsmatrikel der Deutschen Adelsgenossenschaft. Teil B (Briefadel). 1939. 31. Jahrgang, Justus Perthes, Gotha September 1938, S. 503.

## Weitere Literatur
- Helmut Zimmermann: Rosenbergstraße. sowie Rosenbergplatz. In: Die Strassennamen der Landeshauptstadt Hannover. Verlag Hahnsche Buchhandlung, Hannover 1992, ISBN 3-7752-6120-6, S. 210.
- Wolfgang Leonhardt: Rosenbergstraße. sowie Rosenbergplatz. In: List, Vahrenwald, Vinnhorst. Drei hannoversche Stadtteile mit Geschichte(n). 1. (neue) Ausgabe, BoD (Books on Demand), Norderstedt 2011, ISBN 978-3-8448-7810-3 und ISBN 3-8448-7810-6, S. 58. Vorschau